# Ghana Christian University College
Das Ghana Christian University College (dt. Christliche Universität Ghana; kurz: GCUC)  Accra ist ein University College in Ghana, das der University of Wales in Großbritannien angeschlossen ist.

## Geschichte
Koordinaten: 5° 53′ 28″ N, 0° 5′ 57″ W
Die GCUC wurde bereits unter dem Namen Ghana Christian College & Seminar im Jahr 1966 von amerikanischen und ghanaischen Christen gegründet. Ziel der Ausbildungseinrichtung war die Bildung christlicher Führer in Ghana. Zunächst wurde das Ausbildungszentrum in gemieteten Räumlichkeiten in Kokomlele in Accra geführt. Im Jahr 1970 wurde der Kampus nach Abeka, Accra verlegt. Im Jahr 1986 wurden weitere Grundstücke erworben und das Ausbildungszentrum erweitert.
Erneut im Jahr 1995 wurden neuen Grundstücke in Amrahia an der Dodowa Straße im Nordosten von Accra erworben, der Kampus wurde bis 1997 auf dem neuen Gelände erbaut. Die Ausbildungsstätte zog noch Ende 1997 nach Amrahia, Accra um. Auf dem neuen Kampus bestehen Unterkünfte für bis zu 600 Studenten.
Seit dem Studienjahr 2002 können hier Studierende den Bachelor-Abschluss im Predigen (B.A. in Ministry) und das Diplom in religiöser Erziehung und Predigen erwerben.
Im Jahr 2005 erteilte das National Accreditation Board die Zulassung zum University College und ermöglichte den Bachelor-Abschluss in Entwicklungsmanagement in der neuen Fakultät für Gesellschaftsentwicklung. Noch heute liegt der Schwerpunkt der Ausbildung in den theologischen und Missionarischen Fachrichtungen.